# Ignacio Matus
Ignacio Matus Jiménez (México D.F., 1932 - Municipio de Tlalnepantla de Baz, 13 de septiembre de 2017) fue un periodista deportivo mexicano. Posee una larga trayectoria tanto en radio, periódicos así como en la televisión de México. 

## Biografía
Matus fue director en los periódicos Esto, Diario de los Deportistas y Ovaciones así como colaborador en otros medios.
Como corresponsal, cubrió 11 Mundiales de fútbol, desde que México comenzó a participar en la Copa América en 1993, y torneos de la CONCACAF.
En 2004, Ignacio Matus recibió por parte de la FIFA un diploma y una réplica de la Copa Jules Rimet, como reconocimiento de su trayectoria periodística.
Falleció el 13 de septiembre de 2017 en Municipio de Tlalnepantla de Baz a causa de un ictus.